# Leyser (Familie)

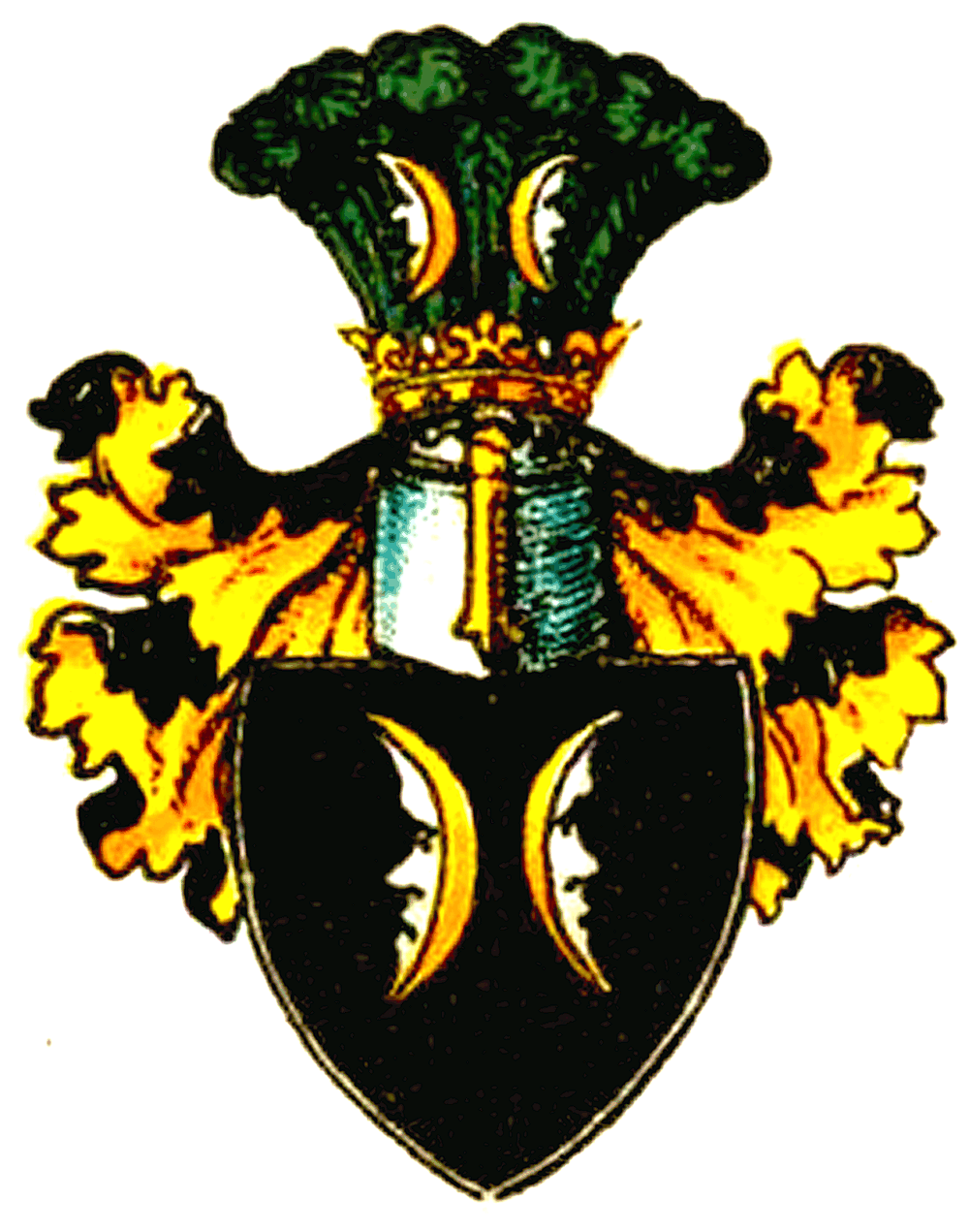
Wappen derer von Leyser

Leyser / von Leyser (Variationen: Lyser, Leysser, Laiser, Laisser) ist der Name einer alten und in Einzellinien geadelten deutsch-österreichischen Gelehrtenfamilie, deren Ursprünge im 13. Jahrhundert liegen und die viele herausragende Persönlichkeiten vor allem im Bereich der evangelischen Theologie und der Rechtswissenschaften hervorgebracht hat.

## Herkunft
Der Name dieser alten Familie leitet sich sehr wahrscheinlich von dem Nebenflüsschen Lieser ab, welches in Kärnten in die Drau fließt. Der erste namentlich erwähnte Leyser ist ein Ritter Raimund Leyser, der im Jahr 1239 bei einer Schlacht im Marchfeld dem späteren deutschen König Rudolf von Habsburg das Leben rettete. Fast zweihundert Jahre später taucht ein Johann Leisser auf, der 1411 als Kastellan von Waldstein bei Deutschfeistritz in der Steiermark erwähnt wird, ferner im Jahre 1431 der Abt des Stiftes Zwettl Erasmus Leyßer und 1529 im Zusammenhang mit der Verteidigung von Wien ein Oberst Siegmund Leyßer. Eine Linie dieses Geschlechtes war 1642 in den Freiherren- und Grafenstand erhoben sowie mit dem Erb-, Arsenal- und Herrenamt in der Steiermark betraut worden. Seit ca. 1800 gelten die österreichischen Leysers als ausgestorben.

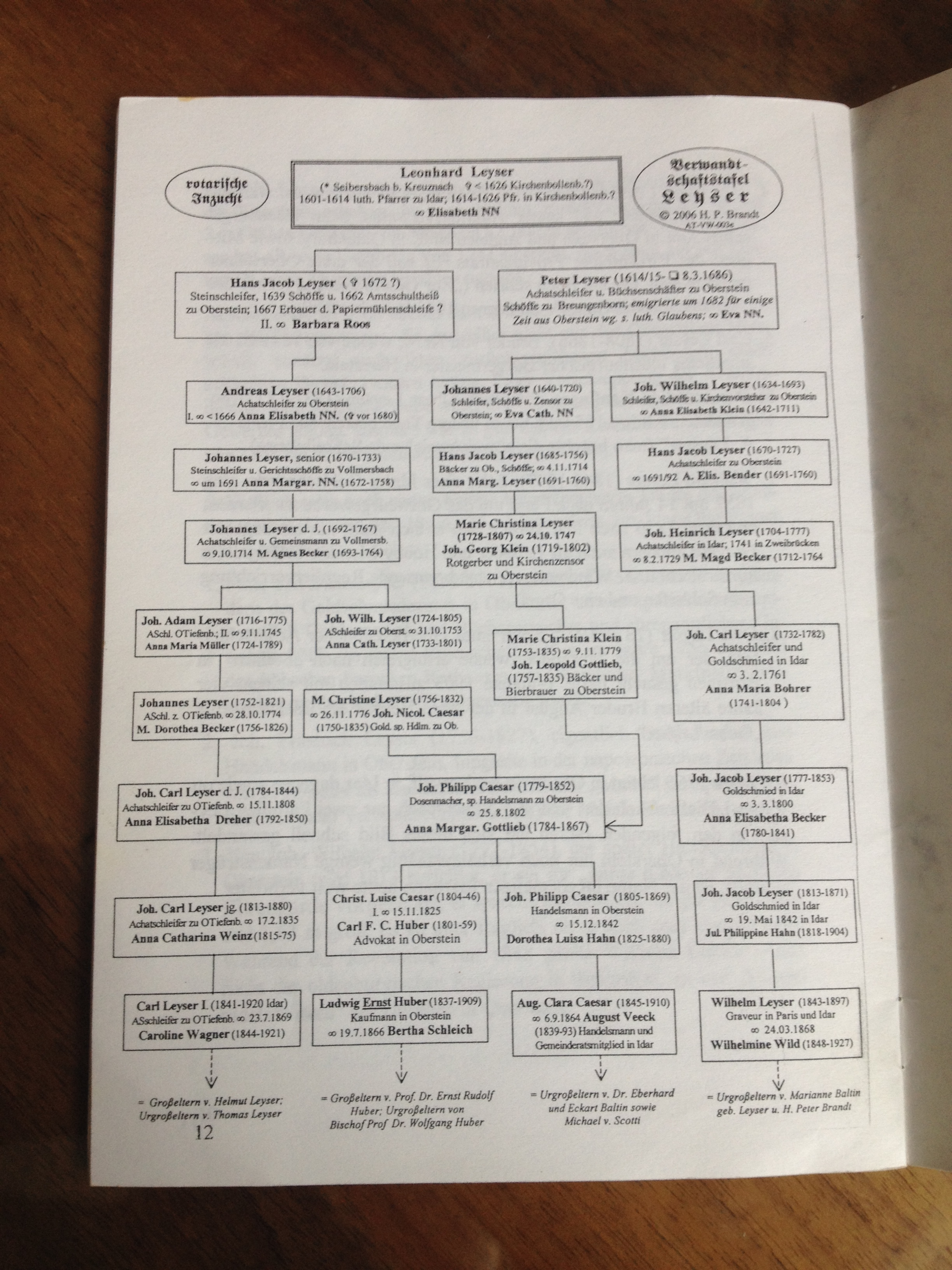
Stammbaum (Auszug) der Familie Leyser, Idar-Oberstein

Deutschlandweit sind heute noch circa 500 eingetragene Personen gleichen Namens zu finden ebenso wie auch eine größere Zahl an Abkömmlingen von Personen, die im 19. Jahrhundert nach Amerika und England emigrierten. Es ist jedoch sehr wahrscheinlich, dass sich in Deutschland zusätzlich eine weitere eigenständige Familie namens Leyser entwickelt hat, deren Namen von dem Bach Lieser im Tal der Mosel herstammt. Dies würde auch die Häufung des Namens in Rheinland-Pfalz und Umgebung erklären. Zu dieser Familie zählen beispielsweise der Theologe und Schriftsteller Jakob Anton Leyser (1830–1897), der Historiker Karl Leyser und der stellvertretende Gauleiter des Gaus Saarpfalz (später: Westmark) sowie SS-Brigadeführer und Generalkommissar in Schytomyr, Ernst Ludwig Leyser. Darüber hinaus existierte in Rheinland-Pfalz das im Mannesstamm ausgestorbene Adelsgeschlecht der Leyser von Lambsheim, das sich nach dem Ort Lambsheim benannte.
In Idar-Oberstein gibt es ferner eine alteingesessene Familie, zu der es mit Leonhard Leyser als luth. Pfarrer († 1626) einen ersten nachweislichen Eintrag gibt und dessen Nachfahren in der Folge oftmals als Edelsteinschleifer dort tätig waren. Ende des 19. Jahrhunderts betrieb dieser Familienstamm darüber hinaus in Minas Gerais in Brasilien Edelsteinminen und zählten mit der Firma Gebrüder Leyser zu den größten in der Region im Edelstein und Schmuck verarbeitenden Gewerbe sowie als Mitgründer der Deutschen Edelsteinbörse und der Intergem.
Dagegen sind die Leysers der hier detailliert beschriebenen Familie, die auf der Namensverteilungskarte in Niedersachsen und Ostdeutschland zu finden sind, mehrheitlich die letzten Nachkommen der alten, ursprünglich österreichischen und nach Deutschland ausgewanderten Adelsfamilie.

## Der württembergische Ursprung
Im Laufe der Zeit wurden einige Mitglieder des alten österreichischen Familienstammes offensichtlich auf Grund ihres Glaubens nach Ungarn und/oder Württemberg vertrieben. Der erste urkundlich belegte Leyser, der aller Wahrscheinlichkeit nach zu den Nachkommen der nach Württemberg vertriebenen Familienangehörigen zählt und bereits in Winnenden/Württemberg geboren worden war, dessen Eltern aber namentlich nicht bekannt sind, ist Kaspar Leyser (1526–1555). Damit wird er als der Stammvater des deutschen Zweiges dieser Familie Leyser angesehen. Obwohl sich fast alle Quellen bezüglich der Verbindung zwischen den österreichischen und württembergischen Leysers einig sind und auch die Wappenstruktur sich deutlich ähnelt, konnte ein endgültiger Beweis für diese verwandtschaftliche Beziehung unter anderem auf Grund der fehlenden Kenntnisse über Kaspars direkte Vorfahren bis heute nicht erbracht werden.
Genannter Kaspar Leyser, Diakon in Vaihingen an der Enz, Pfarrer in Winnenden und Nürtingen, machte auf sich aufmerksam, als er 1554 einen Antrag an den Herzog Christoph von Württemberg stellte, eine strengere Kirchenzucht nach calvinistischen Vorbild und ein Presbyterium einzuführen. Vom Herzog zwar befürwortet, wurde der Vorschlag vom evangelischen Reformer und Berater des Herzogs Johannes Brenz sowie den weltlichen Räten abgelehnt. Kaspar Leyser war verheiratet mit Margarethe Entringer (1526–1566), deren einziges gemeinsames Kind Polykarp Leyser der Ältere war.

## Die sächsische, preußische und hannoversche Linie
Mit Polykarp Leyser dem Älteren, dessen Reichsadelstand am 22. Dezember 1590 von Rudolf II. in Prag auf Grund seiner Stellung in der Gesellschaft durch kaiserliches Handschreiben neu konfirmiert und konferiert worden war, nachdem seine Vorfahren angeblich auf Grund von Verarmung den früher vergebenen Adel abgelehnt hatten, begann der quantitative sowie qualitative Aufstieg zu einer der Gelehrtenfamilie des Bildungsbürgertums. Durch zahlreiche Nachkommen in den einzelnen Generationen konnte sich die Familie enorm vergrößern und verzweigen. Durch die Tätigkeit von Polykarp Leyser in Wittenberg verlagerte sich der Hauptsitz der Familie nach Sachsen und teilte sich in den Folgegenerationen weiterhin in eine hannoversche und preußische Linie auf. Hier sind es vorrangig die Linien seiner Söhne Polykarp Leyser II. und Wilhelm Leyser I., die theologische und rechtswissenschaftliche Geschichte schrieben und die bedeutendsten Persönlichkeiten der Familie hervorbrachten. Während der Sohn Wilhelm I. zunächst ebenfalls noch Theologe geworden war, wurden bereits dessen Sohn Wilhelm Leyser II. ebenso wie anschließend sein Enkel Augustin Leyser bedeutende Rechtswissenschaftler. Für seine Verdienste wurde Augustin Leyser im Jahre 1739 von Kaiser Karl VI. in den erblichen Reichsadelstand erhoben. Augustin von Leyser hatte zwei Söhne, wobei aber Augustin der Jüngere im Jahre 1743 als Student und Wilhelm 1750 als sächsischer Leutnant ohne Nachkommen verstarben; somit ist dieser Zweig im Namensstamm erloschen. Darüber hinaus wurde der Konsistorialrat Johann Gottlieb von Leyser (1699–1780) aus Dresden mit Bestätigungsbrief vom 23. Mai 1751 ebenfalls auf Grund seiner Verdienste geadelt.
Von der Linie von Polykarp II. stammen noch weitere bedeutende Persönlichkeiten ab, wie beispielsweise der Philosoph und Mediziner Michael Leyser sowie die Theologen Friedrich Wilhelm Leyser, Polykarp Leyser III. und Christian Leyser. Von Polykarp III. zweigte sich später die hannoversche Linie ab, zu der unter anderem Polykarp Leyser IV. und der sächsische Generalleutnant und letzte Besitzer des Stammsitzes Schloss Nudersdorf, August Friedrich Wilhelm von Leyser, zu zählen sind. Weitere bekannte Nachkommen Polykarps II. waren der Kriegs- und Domänenrat sowie Botaniker Friedrich Wilhelm von Leysser, der Maler und Rittmeister Ernst Polykarp Baron von Leyser (* 1792) sowie die Generäle Hans von Leyser und Ernst von Leyser. Letzterer wurde vor allem durch seine Kriegsverbrechen gegenüber Zivilisten auf dem Balkan im Zweiten Weltkrieg bekannt, wofür er beim Prozess Generäle in Südosteuropa strafrechtlich belangt wurde. Ein weiterer Sohn von Polykarp II., der Theologe Johann Leyser, wurde zum Außenseiter und schwarzen Schaf der Familie, weil er sich vehement für die Vielehe aussprach.

## Wappen
Das ursprüngliche Wappen der Freiherren Leyser ist geviertelt und zeigt im ersten und letzten schwarzen Feld zwei auswärts gedrehte Halbmonde, wohingegen im dritten und vierten blauen Feld dreihügelige Berge mit zwei am Stiel übereinander gekreuzten Eicheln zu sehen sind. Eine Variation des Wappens zeigt statt der Eicheln gekreuzte mit Trauben behängte Zweige von Weinstöcken. Auf dem linken gekrönten Helm mit golden-blauer Helmdecke befinden sich zwischen schwarzen Straußenfedern ebenfalls zwei goldene Halbmonde, wohingegen der rechte Helm mit golden-schwarzer Helmdecke zwischen blauen Flügeln die Eicheln oder Rebstöcke wiederholen.
Das Wappen der seit 1590 geadelten württembergisch-sächsischen Linie zeigt zwei nebeneinander stehende, mit den Spitzen auswärts gekehrte Halbmonde im schwarzen Schilde. Auf dem gekrönten Helm sind sechs schwarze Straußenfedern, belegt mit ebenfalls zwei goldenen Halbmonden, vorgestellt.

## Bekannte Familienmitglieder (genealogisch aufgelistet)
1. Polykarp I., Stammvater der FamiliePolykarp Leyser der Ältere (1552–1610), Generalsuperintendent, Theologieprofessor und Oberhofprediger ⚭ Elisabeth Cranach, Tochter des Malers Lucas Cranach der Jüngere
  1. Polykarp Leyser II. (1586–1633), evangelischer Theologe und Superintendent ⚭ Sabina Volckmar (1598–1634), Tochter des Leipziger Bürgermeister und Buchhändler Nikolaus Volckmar
    1. Friedrich Wilhelm Leyser (1622–1691), evangelischer Theologe, Superintendent, Koadjutor in Braunschweig, Domprediger zu Magdeburg ⚭ Christina Margarethe Malsius (1631–1681), Tochter des Magdeburger Kanzlers Simon Malsius
      1. Polykarp Leyser III. (1656–1725), evangelischer Theologe, Superintendent und Oberhofprediger, Orientalist ⚭ I. Magdalena Margaretha Barckhausen (1666–1699), Tochter des Theologen Hermann Barckhausen
        1. Polykarp Leyser IV. (1690–1728), evangelischer Theologe, Philosoph und Historiker ⚭ Luise Schröter, geborene Schmidt
        2. Friedrich Wilhelm Leyser (* 5. Mai 1692 in Wunstorf; † 15. Juli 1766 in Celle), Braunschweig-Lüneburgischer Appellationsrat, erbte von Augustin von Leyser das Schloss Nudersdorf ⚭ Maria Katharina Ebell (1704–1754)
          1. Georg Ludwig von Leyser (* 2. Juli 1736 in Celle; † 20. April 1773) ⚭ Clara Augusta Leysser, Tochter von Johann Gottlieb von Leysser (1699–1780)
            1. Wilhelm Friedrich August von Leyßer Wilhelm Friedrich August von Leyßer, auch Leysser geschrieben, (1771–1842), sächsischer Generalleutnant und erster Präsident der II. Kammer des Sächsischen Landtags, letzter Besitzer von Schloss Nudersdorf ⚭ Caroline Cunigunde Antonie Gräfin von Poetting und Persing (1772–1838)

      2. Friedrich Wilhelm Leyser (1658–1720), Dr. jur. und Königlich Preußischer Rat sowie Syndicus in Magdeburg ⚭ Dorothea Eleonore Seyffarth (* 1664)
        1. Polykarp Friedrich von Leyser (* 19. Februar 1690 in Magdeburg; † 14. Januar 1767 in Halle), preußischer Kriegs- und Domänenrat ⚭ Christiane Charlotte Dreyssig (1708–1780)
          1. Polykarp Friedrich von Leyser (* 1. Juli 1724 in Magdeburg; † 21. April 1795 in Celle), Königlich Großbritannischer Hofrath, Königlicher Leibarzt in Celle ⚭ Charlotte Helene Ebell (1737–1801), Nichte des Loccumer Abtes Georg Wilhelm Ebell
          2. Friedrich Wilhelm von Leysser (1731–1815), Kriegs- und Domänenrat, Bergwerksdirektor sowie Botaniker, schrieb 1761 die Flora Hallensis

    2. Christian Leyser (1624–1671), lutherischer Theologe und Philosoph, Superintendent in Sangerhausen, Dekan der Philosophischen Fakultät der Universität Wittenberg ⚭ Dorothea Elisabeth Hagen (1647–1689), Tochter des Pfänners Georg Hagen aus Halle
      1. Christian Leyser (* 18. Juni 1664 in Sangerhausen; † 14. September 1739 ebenda), Kirchkastenverwalter, Ratsherr und Bürgermeister sowie Besitzer der Leysermühle ⚭ Anna Clara Detzschel (1671–1723) aus Frankenhausen
        1. Johann Gottlieb von Leyßer (* 30. Oktober 1699 in Sangerhausen; † 23. Oktober 1780), Konsistorialrat in Dresden, am 23. Mai 1751 geadelt, Besitzer des Rittergutes Gersdorf, Begründer der sächsisch-preußischen Linie ⚭ Sophie Elisabeth Weller von Molsdorf (1711–1749)

    3. Michael Leyser, auch Lyser geschrieben, (1626–1660), Mediziner und Anatom
    4. Caspar Leyser, auch Lyser geschrieben (1628–1699), Hofgerichts und Consistorialadvokat, Ratsherr und regierender Bürgermeister in Wittenberg
      1. Sabina Dorothea Leyser (* 19. Mai 1654 in Wittenberg; † Ende Mai 1702) ⚭ I. Franz Heinrich Höltich, Jurist und Hochschullehrer an der Leucorea. Aus dieser Ehe ging Christiane Elisabeth Höltich (1674–1701) hervor, die im April 1691 den Kirchenhistoriker Johann Georg Neumann heiratete. ⚭ 2.) Christian Donati, Logiker und Rektor der Universität Wittenberg. Sabina Dorothea Leyser stiftete als Witwe von Donati das Donatsche Stipendium für die Nachkommen von Johann Georg Neumann und für die Deszendenten ihres Großvaters Polykarp Leyser II. männlicher Linie.

    5. Sabina Elisabeth Leyser (* 6. Dezember 1629 in Leipzig; † 3. Juni 1673 ebenda) ⚭ Johann Christoph Marci, Jurist und sächsischer Politiker. Zwei ihrer Kinder waren Polycarp Marci und Anna Maria Marci, ⚭ Johann Caspar Pflaume, Jurist, Ratsherr und Stadtrichter von Leipzig.
    6. Johann Leyser (1631–1684), evangelischer Theologe und dänischer Feldprediger aber auch ein Verfechter der Polygamie

  2. Friedrich Leyser (* 1587 in Braunschweig; † 19. Juli 1645 in Eilenburg), evangelischer Theologe, Superintendent zu Eilenburg ⚭ Dorothea Schmidt, Tochter des Amtsschössers Georg Schmidt aus Torgau
  3. Wilhelm I. LeyserWilhelm Leyser I. (1592–1649), evangelischer Theologe, Superintendent und Rektor der Universität Wittenberg ⚭ I. Regina Tünzel (1602–1631), Tochter des Hof- und Justizrates Gabriel Tünzel ⚭ II. Katharina Bose (1615–1677), Tochter des Baumeisters Kaspar Bose aus Leipzig
    1. Wilhelm Leyser II. (1628–1689), Rechtswissenschaftler und Professor der Universität Wittenberg ⚭ I. Regina Calov (1643–1664), Tochter des Mathematikers Abraham Calov; ⚭ II. Christina Strauch, Tochter des Diplomaten Augustin Strauch
      1. Augustin von Leyser (1683–1752), Rechtswissenschaftler und Professor der Universität Wittenberg, Hofrat, Besitzer von Schloss Nudersdorf ⚭ Dorothea Eleonore Leyser, Tochter seines Vetters und Magdeburger Syndicus Friedrich Wilhelm Leyser (* 1658)

### Genealogisch zur geadelten sächsisch-preußischen Linie gehörend
1. Hans von Leyser (1855–1928), Sohn des preußischen Premierleutnants a. D. Ernst Hugo von Leyser (1820–1896) auf Simötzel bei Kolberg und dessen Ehefrau Marie, geborene Steffen († 1892); preußischer Generalleutnant ⚭ Emilie von Wurmb
  1. Ernst von Leyser (1889–1962), deutscher General der Infanterie und Kommandierender General im Zweiten Weltkrieg

## Genealogische Literatur (Auszug)
- Leyser oder Leysser, Laiser, Laysser, Leisser. In: Johann Heinrich Zedler: Grosses vollständiges Universal-Lexicon Aller Wissenschafften und Künste. Band 17, Leipzig 1738, Sp. 725 f.
- Leopold Freiherr von Zedlitz-Neukirch: Neues Preussisches Adels-Lexicon. Verlag Gebrüder Reichenbach, Leipzig 1837, S. 230 f. (Digitalisat)
- A. Müller: Über die Familie Leyser in Österreich und ihre angebliche Gemeinschaft mit der württembergischen-sächsischen Familie gleichen Namens. In: Mitteilungen der Historischen Vereine für die Steiermark. Heft Nr. XXXVI, Selbstverlag bzw. K. u. K. Univ.-Buchhändler Leuschner & Lubensky, Graz 1888.
- Gothaisches Genealogisches Taschenbuch der Adeligen Häuser. Alter Adel und Briefadel. 1925. Justus Perthes, Gotha 1924, S. 548 ff. Siehe: FamilySearch (Kostenfrei).
- Gothaisches Genealogisches Taschenbuch der Adeligen Häuser. Zugleich Adelsmatrikel der D.A.G. Teil B (Briefadel). 1941. 33. Jg., Justus Perthes, Gotha 1940, S. 334 f. Siehe: FamilySearch (Kostenfrei).